# Napoleon Games
Napoleon Games byla česká vývojářská společnost, která se zabývala vytvářením počítačových her a her pro iPhone. Studio bylo založeno v roce 1994 Jindřichem Rohlíkem. V roce 1996 studio vydalo svou první hru Colony 28. O dva roky později Napoleon Games dokončilo svou nejúspěšnější hru Brány Skeldalu. Ta byla považována za jednu z nejlepších českých her. Díky tomu v roce 2002 vyšlo její pokračování. Poté, co hra Mutant skončila neúspěchem, studio vypustilo Brány Skeldalu jako freeware. Později se studio soustředilo na hry pro iPhone. V roce 2016 vydalo další pokračování série Brány Skeldalu: 7 mágů. V roce 2022 akcionáři společnosti Napoleon Games, s.r.o. zahájili její likvidaci.

## Hry
- 1996 – Colony 28 – mix 2D arkády a adventury.
- 1998 – Brány Skeldalu – RPG hra typu dungeon.
- 1999 – Přítmí – adventura, která vyšla jako freeware. Studio pomáhalo na jejím vývoji společnosti Numedia. Grafika tvořena statickými fotografiemi.
- 2002 – Brány Skeldalu 2: Pátý učedník – mix RPG a adventury. Vytvořeno ve spolupráci s Centauri Production.
- 2007 – Mutant – third-person shooter v 3D grafice.
- 2011 – Dot 2 Dot Cosmic – hra v níž hráč spojuje hvězdy podle písmen a čísel, čímž vyváří obrázek.
- 2011 – Fish Odyssey – arkáda v níž hráč pomáhá kosatkám, delfínům či jiným rybám dostat se přes překážky na dráze.
- 2013 – Skeldal Pexeso – pexeso s motivy původních Bran Skeldalu. Určeno pro iPhone.[5] Vznikla na podporu portu Bran Skeldalu na mobilní zařízení.
- 2016 – Brány Skeldalu: 7 mágů – další pokračování Bran Skeldalu. Jedná se o dungeon.
- 2018 – Theatre VR – Simulátor divadelního herce pro virtuální realitu.
- 2019 – Love Joy Happiness – Fun With Bubbles – Arkáda pro mobily.

## Další projekty
- 2013 – Česká kuchařka – aplikace pro iPhone.[6][7]